# Raboso (Rebsorte)
Raboso ist eine Rotweinsorten-Familie, die aus dem Veneto und aus Nordostitalien stammt und ihren Namen wahrscheinlich nach dem Fluss Raboso hat, der ein Nebenfluss des Piave ist. Anderer Theorie zufolge leitet er sich von it. rabbioso (wild, zornig) ab, mutmaßlich wegen des herb-sauren Geschmacks.
Zugleich wird der Name für aus diesen Trauben hergestellte DOC- und Land-Weine aus den Provinzen Vicenza, Padua, Treviso und Venedig verwendet. 
Es gibt zwei Varianten, 
- Raboso Piave und
- Raboso Veronese.

Die Rotweine beider Sorten sind sehr säure- und tanninreich, farbintensiv und eher alkoholarm. In ihrer Jugend sind die Weine stark adstringierend.
Für den Raboso-Wein aus dem Piave-Tal werden beide Reben verwendet. Im DOC-Weinanbaugebiet Colli Euganei in den Euganeischen Hügeln findet man hingegen nur die Variante Raboso Veronese. Aus der Raboso-Rebe wird auch ein Frizzante hergestellt. Häufiger als reinsortige Raboso-Weine sind Cuvées mit Cabernet Sauvignon und Merlot.
Es gibt auch eine weiße Rebsorte Raboso; sie wird für die Weinherstellung indes kaum noch verwendet.
Außerhalb von Italien wird Raboso Veronese noch in Argentinien angebaut. Siehe auch die Liste von Rebsorten.